# Tamron
Tamron Co., Ltd. è un'azienda giapponese produttrice di obiettivi per macchine fotografiche reflex, nonché componenti ottici e ottiche per l'uso sia commerciale che industriale. Sony è il secondo maggiore azionista della compagnia: alcune lenti Sony Alpha sono obiettivi Tamron rimarchiati. L'azienda aveva anche acquistato il marchio Zenza Bronica che però nel 2005 ha cessato la sua produzione di fotocamere medio formato.
Il nome "Tamron" deriva dal cognome dell'ottico Uhyoue Tamura. Alla fine degli anni '50 il nome dell'azienda venne modificato in "TAMURA", riprendendo per esteso il cognome dell'omonimo ottico. Dato che però in lingua inglese il nuovo nome suonava male, si decise in seguito di tornare alla vecchia denominazione "Tamron".

## Prodotti

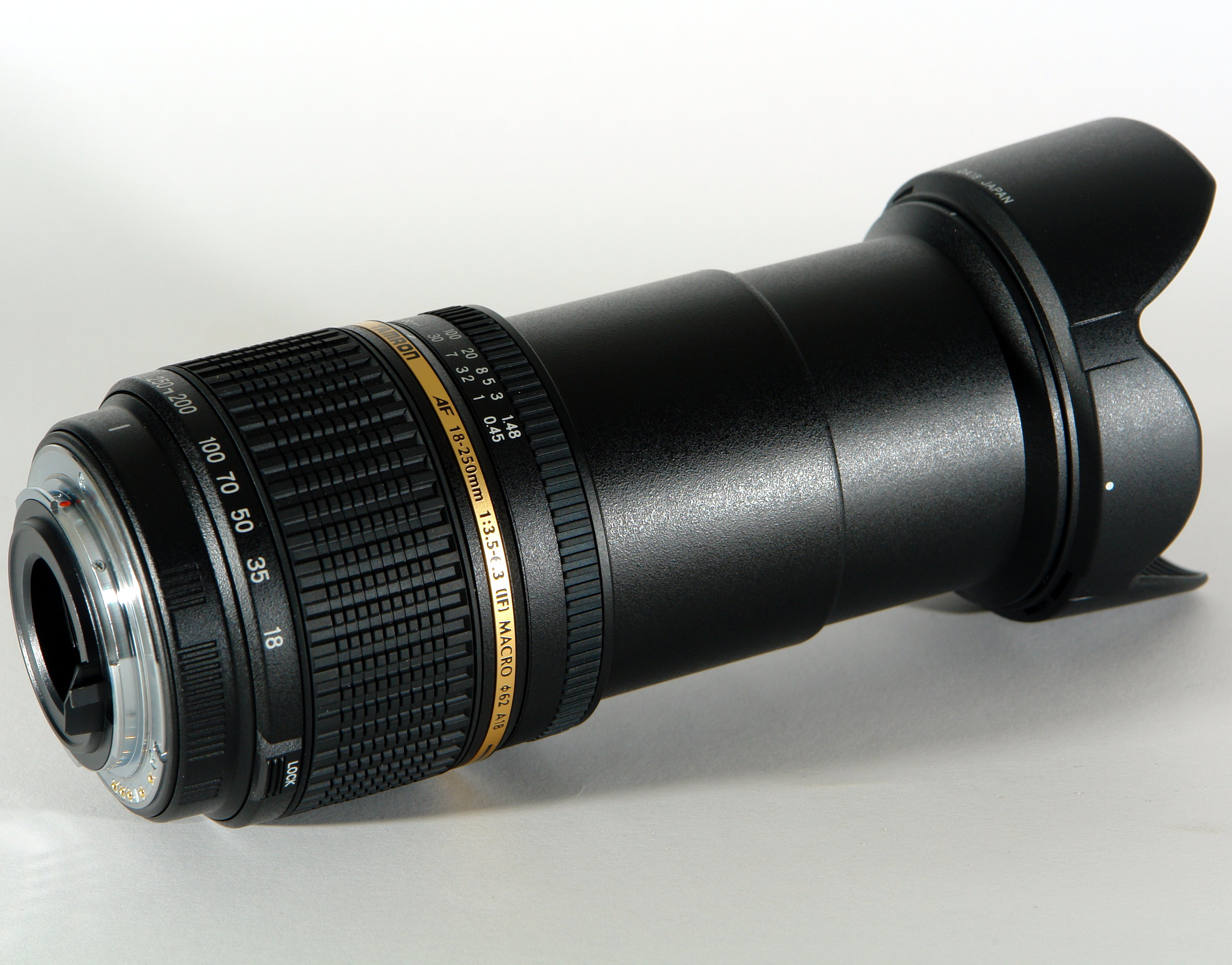
Obiettivo Tamron zoom 18-250 mm f3,5-6,3

### Obiettivi fotografici
- Obiettivi intercambiabili per macchine fotografiche reflex sia digitali (DSLR) che analogiche (SLR), compresi gli obiettivi con elevato rapporto di zoom, dei quali Tamron fu il pioniere nel 1992, quando distribuì il 28–200 mm. Attualmente le lenti più diffuse di questo tipo sono la 18–270 mm, il primo obiettivo con uno zoom a 15× prodotto per le reflex digitali.
- Obiettivi con focale fissa (grandangolari, teleobiettivi e macro).
- Obiettivi zoom con varie lunghezze focali.
- Teleconvertitori.

### Componenti ottici
- Obiettivi per videocamere.
- Obiettivi per fotocamere di posa.
- Obiettivi per telefoni cellulari dotati di fotocamera.

### Ottiche per l'uso commerciale e industriale
- Obiettivi per videocamere a circuito chiuso

## Elenco degli obiettivi fotografici
La maggior parte degli obiettivi prodotti da Tamron sono disponibili principalmente per gli attacchi delle fotocamere Nikon, Canon, Minolta/Sony Alpha e Pentax.

### Legenda
- Di — "Digitally Integrated", obiettivi ottimizzati per le SLR digitali, ma ancora usabili con le reflex convenzionali
- Di II — obiettivi per DSLR con sensore APS-C
- SP — "Super Performance", obiettivi professionali
- IF — "Internal Focus", autofocus interno
- LD — "Low Dispersion", lenti a bassa dispersione
- XLD — "Extra Low Dispersion", lenti a bassissima dispersione
- XR — "Extra Refractive", lenti extra-rifrattive
- VC — "Vibration Compensation", stabilizzazione dell'obiettivo
- USD — "Ultrasonic Silent Drive, meccanismo autofocus drive ultrasonico

### Obiettivi DI
- SP AF 17–35 mm f/2,8–4 Di LD Aspherical (IF)
- SP AF 28–75 mm f/2,8 XR Di LD Aspherical (IF)
- AF 28–200 mm f/3,8–5,6 XR Di Aspherical (IF) Macro
- AF 28–300 mm f/3,5–6,3 XR Di VC LD Aspherical (IF)
- AF 70–300 mm f/4–5,6 Di LD Macro 1:2
- SP AF 70–300 mm f/4-5,6 Di VC USD
- SP AF200–500 mm f/5–6,3 Di LD (IF)
- SP AF 90 mm f/2,8 Di 1:1 Macro
- SP AF180 mm f/3,5 Di LD (IF) 1:1 Macro
- SP AF70–200 mm f/2,8 Di LD MACRO (IF)
- SP AF 24–70 mm f/2,8 Di VC USD

### Obiettivi SP
- SP AF24–135 mm f/3,5–5,6 AD Aspherical (IF)
- SP AF14 mm f/2,8 Aspherical (IF) Rectilinear

### Obiettivi convenzionali
- AF28–80 mm f/3,5–5,6 Aspherical
- AF75–300 mm f/4–5,6 LD Macro

### Obiettivi Di II per APS-C
- SP AF10-24 mm f/3,5-4,5 Di II LD Aspherical (IF)
- SP AF11–18 mm f/4,5–5,6 Di II LD Aspherical (IF)
- SP AF17–50 mm f/2,8 XR Di II LD Aspherical (IF)
- AF18–200 mm f/3,5–6,3 XR Di II LD Aspherical (IF)
- AF18–250 mm f/3,5–6,3 AF Di–II LD Aspherical (IF)
- AF55–200 mm f/4–5,6 Di II LD

### Obiettivi fuori produzione

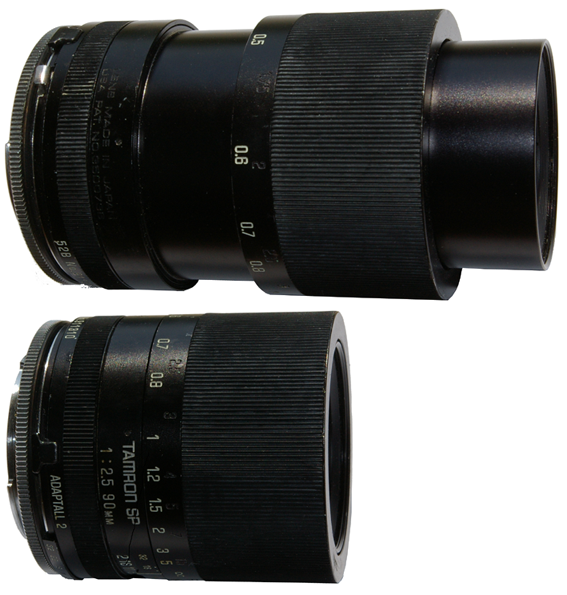
Tamron 90 mm macro f/2,5

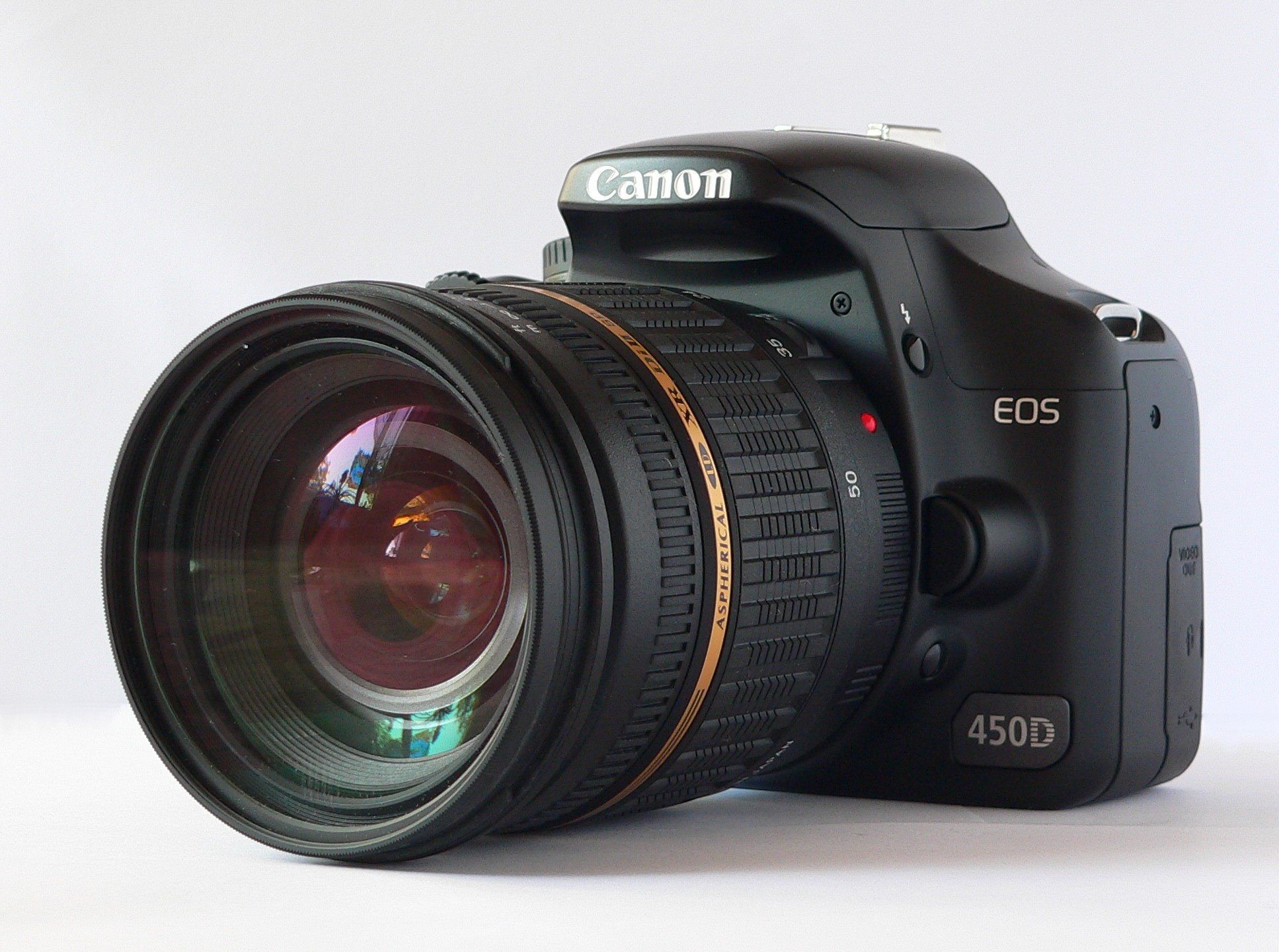
Fotocamera Canon EOS 450D con zoom Tamron 17-50 mm f/2,8

- Obiettivi con focali fisse
  - 17 mm f/3,5 — Model 51B
  - 24 mm f/2,5
  - 28 mm f/2,5 — Model 02B
  - 28 mm f/2,8
  - 90 mm macro f/2,5 1:2
  - SP 90 mm macro f/2,8 1:1 — Model 72B
  - 135 mm f/2,5
  - 200 mm f/3,5
  - SP 300 mm f/2,8 — Model 107B (senza autofocus interno)
  - SP 300 mm f/2,8 — Model 60B
  - SP 300 mm f/2,8 — Model 360B
  - SP 300 mm f/5,6 — Model 54B
  - SP 350 mm f/5,6 mirror lens — Model 06B
  - SP 400 mm f/4 — Model 65B
- Obiettivi zoom
  - 28–70 mm f/3,5–4,5
  - SP 28–105 mm f/2,8
  - 35–70 mm f/3,5 — Model 17A
  - 35–80 mm f/2,8~3,8
  - 35–210 mm f/3,5-4,2 Model 26A SP Adaptall BBAR
  - 70–150 mm f/3,8 BBAR
  - 70–210 mm f/4–5,6
  - SP 80–200 mm f/2,8 — Model 30A
  - SP 200–500 mm f/5,6 — Model 31A
  - 200–500 mm f/6,9 — 06A